# Campeonato Peruano de Futebol de 1951
O Campeonato Peruano de Futebol de 1951 foi a 35º edição da divisão principal do campeonato nacional do futebol peruano e o 1º campeonato a adotar o profissionalismo.
O campeão foi o Sport Boys que conquistou seu 4º título na história da competição, conquistando o título na 18ª rodada sobre o Deportivo Municipal, fazendo 63 gols em toda a competição.

## Premiação
| Campeonato Peruano de Futebol de 1951 |
| Peru                                  |
| ------------------------------------- |
| Sport Boys Campeão (4.º título)       |